# Torneo de Reserva 2021
El Torneo de Reserva 2021 fue la octogésima primera edición del certamen, el primero organizado por la Liga Profesional, órgano interno de la Asociación del Fútbol Argentino. Inició el 16 de julio y finalizó el 11 de diciembre de 2021. Participaron un total de 26 equipos.
Los nuevos participantes fueron: Sarmiento, que regresó tras su última participación en la temporada 2016-17, y Platense, que volvió tras su última intervención en la temporada 1998-99.
El certamen consagró campeón por decimonovena vez en su historia a Boca Juniors, tras vencer por 2 a 1 a Arsenal por la penúltima fecha.

## Sistema de disputa
Se disputó bajo el sistema de todos contra todos en una sola rueda.

## Equipos participantes
| Equipo             | Ciudad              | Estadio                               | Capacidad     |
| ------------------ | ------------------- | ------------------------------------- | ------------- |
| Aldosivi           | Mar del Plata       | José María Minella                    | 35.180        |
| Argentinos Juniors | Buenos Aires        | Diego Armando Maradona                | 26.000        |
| Arsenal            | Sarandí             | Julio Humberto Grondona               | 16 300        |
| Atlético Tucumán   | Tucumán             | Monumental José Fierro                | 35 200        |
| Banfield           | Banfield            | Florencio Sola                        | 34 900        |
| Boca Juniors       | Buenos Aires        | Alberto J. Armando                    | 54 000        |
| Central Córdoba    | Santiago del Estero | Alfredo Terrera                       | 21 500        |
| Colón              | Santa Fe            | Brigadier General Estanislao López    | 32 000        |
| Defensa y Justicia | Gobernador Costa    | Norberto Tomaghello                   | 20 000        |
| Estudiantes        | La Plata            | Ciudad de La Plata Jorge Luis Hirschi | 53 000 30 018 |
| Gimnasia y Esgrima | La Plata            | Juan Carmelo Zerillo                  | 23 500        |
| Godoy Cruz         | Mendoza             | Malvinas Argentinas                   | 42 500        |
| Huracán            | Buenos Aires        | Tomás Adolfo Ducó                     | 48 314        |
| Independiente      | Avellaneda          | Libertadores de América               | 42 069        |
| Lanús              | Lanús               | Ciudad de Lanús-Néstor Díaz Pérez     | 47 027        |
| Newell's Old Boys  | Rosario             | Coloso Marcelo Bielsa                 | 42 000        |
| Patronato          | Paraná              | Presbítero Bartolomé Grella           | 22 000        |
| Platense           | Vicente López       | Ciudad de Vicente López               | 34.530        |
| Racing Club        | Avellaneda          | Presidente Perón                      | 51 000        |
| River Plate        | Buenos Aires        | Antonio Vespucio Liberti              | 70 074        |
| Rosario Central    | Rosario             | Gigante de Arroyito                   | 41 655        |
| San Lorenzo        | Buenos Aires        | Pedro Bidegain                        | 47 964        |
| Sarmiento          | Junín               | Eva Perón                             | 22 000        |
| Talleres           | Córdoba             | Mario Alberto Kempes                  | 57 000        |
| Unión              | Santa Fe            | 15 de Abril                           | 26 000        |
| Vélez Sarsfield    | Buenos Aires        | José Amalfitani                       | 49 540        |

### Distribución geográfica de los equipos
| Región                                   | Cant. | Equipos                                                                               |
| ---------------------------------------- | ----- | ------------------------------------------------------------------------------------- |
| Conurbano bonaerense                     | 7     | Arsenal, Banfield, Defensa y Justicia, Independiente, Lanús, Platense y Racing Club   |
| Ciudad de Buenos Aires                   | 6     | Argentinos Juniors, Boca Juniors, Huracán, River Plate, San Lorenzo y Vélez Sarsfield |
| Provincia de Santa Fe                    | 4     | Colón, Newell's Old Boys, Rosario Central y Unión                                     |
| Ciudad de La Plata                       | 2     | Estudiantes y Gimnasia y Esgrima                                                      |
| Interior de la provincia de Buenos Aires | 2     | Aldosivi y Sarmiento                                                                  |
| Provincia de Córdoba                     | 1     | Talleres                                                                              |
| Provincia de Entre Ríos                  | 1     | Patronato                                                                             |
| Provincia de Mendoza                     | 1     | Godoy Cruz                                                                            |
| Provincia de Santiago del Estero         | 1     | Central Córdoba                                                                       |
| Provincia de Tucumán                     | 1     | Atlético Tucumán                                                                      |

## Tabla de posiciones
| Pos. | Equipo                  | Pts. | PJ | PG | PE | PP | GF | GC | Dif. |
| ---- | ----------------------- | ---- | -- | -- | -- | -- | -- | -- | ---- |
| 1.º  | Boca Juniors            | 52   | 25 | 15 | 7  | 3  | 63 | 23 | 40   |
| 2.º  | Colón                   | 47   | 25 | 13 | 8  | 4  | 28 | 16 | 12   |
| 3.º  | Rosario Central         | 45   | 25 | 13 | 6  | 6  | 49 | 30 | 19   |
| 4.º  | Gimnasia y Esgrima (LP) | 45   | 25 | 13 | 6  | 6  | 44 | 32 | 12   |
| 5.º  | Platense                | 42   | 25 | 12 | 6  | 7  | 42 | 31 | 11   |
| 6.º  | Argentinos Juniors      | 40   | 25 | 11 | 7  | 7  | 33 | 26 | 7    |
| 7.º  | Estudiantes (LP)        | 39   | 25 | 10 | 9  | 6  | 38 | 34 | 4    |
| 8.º  | Lanús                   | 36   | 25 | 10 | 6  | 9  | 36 | 31 | 5    |
| 9.º  | Vélez Sarsfield         | 36   | 24 | 9  | 9  | 6  | 31 | 29 | 2    |
| 10.º | Newell's Old Boys       | 35   | 25 | 9  | 8  | 8  | 31 | 28 | 3    |
| 11.º | Atlético Tucumán        | 32   | 25 | 7  | 11 | 7  | 27 | 25 | 2    |
| 12.º | San Lorenzo             | 32   | 25 | 8  | 8  | 9  | 29 | 31 | −2   |
| 13.º | Independiente           | 32   | 25 | 7  | 11 | 7  | 23 | 25 | −2   |
| 14.º | Sarmiento (J)           | 32   | 25 | 8  | 8  | 9  | 34 | 39 | −5   |
| 15.º | River Plate             | 32   | 25 | 10 | 2  | 13 | 30 | 35 | −5   |
| 16.º | Talleres (C)            | 30   | 24 | 6  | 12 | 6  | 26 | 27 | −1   |
| 17.º | Arsenal                 | 30   | 25 | 7  | 9  | 9  | 23 | 27 | −4   |
| 18.º | Godoy Cruz              | 30   | 25 | 7  | 9  | 9  | 25 | 32 | −7   |
| 19.º | Banfield                | 30   | 25 | 8  | 6  | 11 | 27 | 36 | −9   |
| 20.º | Defensa y Justicia      | 29   | 25 | 7  | 8  | 10 | 28 | 37 | −9   |
| 21.º | Racing Club             | 27   | 25 | 6  | 9  | 10 | 29 | 35 | −6   |
| 22.º | Aldosivi                | 27   | 25 | 7  | 6  | 12 | 25 | 33 | −8   |
| 23.º | Huracán                 | 27   | 25 | 8  | 3  | 14 | 20 | 30 | −10  |
| 24.º | Patronato               | 26   | 25 | 7  | 5  | 13 | 29 | 42 | −13  |
| 25.º | Unión                   | 23   | 25 | 4  | 11 | 10 | 21 | 33 | −12  |
| 26.º | Central Córdoba (SdE)   | 19   | 25 | 5  | 4  | 16 | 21 | 45 | −24  |

## Resultados
| Fecha 1                 | Fecha 1   | Fecha 1            | Fecha 1          | Fecha 1     | Fecha 1 |
| Local                   | Resultado | Visitante          | Estadio          | Fecha       | Hora    |
| ----------------------- | --------- | ------------------ | ---------------- | ----------- | ------- |
| River Plate             | 1-2       | Colón              | River Camp       | 16 de julio | 10:00   |
| Unión                   | 1-0       | Boca Juniors       | La Tatenguita    | 16 de julio | 10:00   |
| Gimnasia y Esgrima (LP) | 1-0       | Platense           | Estancia Chica   | 16 de julio | 10:00   |
| Newell's Old Boys       | 2-1       | Talleres (C)       | Jorge Griffa     | 16 de julio | 10:00   |
| Sarmiento               | 1-2       | Estudiantes (LP)   | Ciudad Deportiva | 16 de julio | 10:00   |
| Lanús                   | 0-0       | Atlético Tucumán   | Lorenzo D'Angelo | 16 de julio | 10:00   |
| Independiente           | 3-0       | Argentinos Juniors | Santo Domingo    | 16 de julio | 10:00   |
| Arsenal                 | 0-1       | San Lorenzo        | Auxiliar         | 16 de julio | 10:00   |
| Godoy Cruz              | 1-1       | Rosario Central    | Coquimbito       | 16 de julio | 10:00   |
| Huracán                 | 3-0       | Defensa y Justicia | La Quemita       | 16 de julio | 10:00   |
| Aldosivi                | 2-1       | Patronato          | Salvador Vuoso   | 16 de julio | 10:00   |
| Vélez Sarsfield         | 1-1       | Racing Club        | Villa Olímpica   | 16 de julio | 15:00   |
| Central Córdoba (SdE)   | 1-2       | Banfield           | Alfredo Terrera  | 19 de julio | 10:00   |

| Fecha 2            | Fecha 2   | Fecha 2               | Fecha 2                                       | Fecha 2     | Fecha 2 |
| Local              | Resultado | Visitante             | Estadio                                       | Fecha       | Hora    |
| ------------------ | --------- | --------------------- | --------------------------------------------- | ----------- | ------- |
| Platense           | 2-0       | Aldosivi              | Club Atlético Platense Anexo A. Mariani Dolan | 23 de julio | 10:00   |
| Patronato          | 1-1       | Sarmiento             | La Capillita                                  | 23 de julio | 10:00   |
| River Plate        | 2-0       | Unión                 | River Camp                                    | 23 de julio | 10:00   |
| Defensa y Justicia | 2-1       | Godoy Cruz            | La Capilla                                    | 23 de julio | 10:00   |
| Colón              | 0-1       | Lanús                 | Predio Ciudad Fútbol                          | 23 de julio | 10:00   |
| Rosario Central    | 3-0       | Vélez Sarsfield       | Arroyo Seco                                   | 23 de julio | 10:00   |
| Banfield           | 1-3       | Boca Juniors          | Alfredo Palacios                              | 23 de julio | 10:00   |
| San Lorenzo        | 1-0       | Central Córdoba (SdE) | Ciudad Deportiva                              | 23 de julio | 10:00   |
| Atlético Tucumán   | 0-0       | Huracán               | Complejo J Salmoiraghi                        | 23 de julio | 10:00   |
| Talleres (C)       | 1-1       | Arsenal               | Boutique de Barrio Jardín                     | 23 de julio | 10:00   |
| Estudiantes (LP)   | 2-2       | Independiente         | Country Estudiantes de La Plata               | 23 de julio | 10:00   |
| Argentinos Juniors | 3-1       | Newell's Old Boys     | CEFFA Argentinos Juniors                      | 23 de julio | 10:00   |
| Racing Club        | 0-0       | Gimnasia (LP)         | Tita Mattiussi Predio Racing Club             | 23 de julio | 15:00   |

| Fecha 3                 | Fecha 3   | Fecha 3            | Fecha 3                                 | Fecha 3         | Fecha 3 |
| Local                   | Resultado | Visitante          | Estadio                                 | Fecha           | Hora    |
| ----------------------- | --------- | ------------------ | --------------------------------------- | --------------- | ------- |
| Velez Sarsfield         | 0-0       | Defensa y Justicia | Villa Olímpica                          | 26 de julio     | 15:00   |
| Aldosivi                | 2-0       | Racing Club        | Salvador Vuoso                          | 27 de julio     | 10:00   |
| Central Córdoba (SdE)   | 1-2       | Talleres (C)       | Alfredo Terrera                         | 27 de julio     | 10:00   |
| Gimnasia y Esgrima (LP) | 4-3       | Rosario Central    | Estancia Chica                          | 27 de julio     | 10:00   |
| Huracán                 | 0-1       | Colón              | La Quemita                              | 27 de julio     | 10:00   |
| Independiente           | 0-1       | Patronato          | Santo Domingo                           | 27 de julio     | 10:00   |
| Newell's Old Boys       | 1-3       | Estudiantes (LP)   | Jorge Griffa                            | 27 de julio     | 10:00   |
| Sarmiento (J)           | 2-0       | Platense           | Ciudad Deportiva                        | 27 de julio     | 10:00   |
| Unión                   | 0-1       | Banfield           | La Tatenguita                           | 27 de julio     | 10:00   |
| Godoy Cruz              | 2-2       | Atlético Tucumán   | Coquimbito                              | 27 de julio     | 12:00   |
| Lanús                   | 0-1       | River Plate        | Lorenzo D'Angelo                        | 27 de julio     | 13;00   |
| Arsenal                 | 3-1       | Argentinos Juniors | Auxiliar                                | 27 de julio     | 15:00   |
| Boca Juniors            | 4-1       | San Lorenzo        | Centro de Entrenamiento de Boca Juniors | 11 de noviembre | 10:00   |

| Fecha 4            | Fecha 4   | Fecha 4                 | Fecha 4                                       | Fecha 4     | Fecha 4 |
| Local              | Resultado | Visitante               | Estadio                                       | Fecha       | Hora    |
| ------------------ | --------- | ----------------------- | --------------------------------------------- | ----------- | ------- |
| Colón              | 0-0       | Godoy Cruz              | Predio Ciudad Fútbol                          | 30 de julio | 10:00   |
| Defensa y Justicia | 0-5       | Gimnasia y Esgrima (LP) | La Capilla                                    | 30 de julio | 10:00   |
| Estudiantes (LP)   | 1-1       | Arsenal                 | Country Estudiantes de La Plata               | 30 de julio | 10:00   |
| Lanús              | 2-1       | Unión                   | Lorenzo D'Angelo                              | 30 de julio | 10:00   |
| Racing Club        | 1-2       | Sarmiento (J)           | Tita Mattiussi Predio Racing Club             | 30 de julio | 10:00   |
| Rosario Central    | 4-1       | Aldosivi                | Arroyo Seco                                   | 30 de julio | 10:00   |
| San Lorenzo        | 2-3       | Banfield                | Ciudad Deportiva                              | 30 de julio | 10:00   |
| Patronato          | 1-2       | Newell's Old Boys       | La Capillita                                  | 30 de julio | 12:00   |
| Platense           | 1-0       | Independiente           | Club Atlético Platense Anexo A. Mariani Dolan | 30 de julio | 15:00   |
| River Plate        | 2-0       | Huracán                 | River Camp                                    | 30 de julio | 15:00   |
| Argentinos Juniors | 1-0       | Central Córdoba (SdE)   | CEFFA Argentinos Juniors                      | 2 de agosto | 10:00   |
| Atlético Tucumán   | 3-0       | Vélez Sarsfield         | Complejo J Salmoiraghi                        | 2 de agosto | 10:00   |
| Talleres (C)       | 1-1       | Boca Juniors            | Boutique de Barrio Jardín                     | 2 de agosto | 10:00   |

| Fecha 5               | Fecha 5   | Fecha 5            | Fecha 5                                 | Fecha 5     | Fecha 5 |
| Local                 | Resultado | Visitante          | Estadio                                 | Fecha       | Hora    |
| --------------------- | --------- | ------------------ | --------------------------------------- | ----------- | ------- |
| Unión                 | 1-1       | San Lorenzo        | La Tatenguita                           | 6 de agosto | 10:00   |
| Banfield              | 3-0       | Talleres (C)       | Alfredo Palacios                        | 6 de agosto | 10:00   |
| Central Córdoba (SdE) | 1-2       | Estudiantes (LP)   | Predio IOSEP                            | 6 de agosto | 10:00   |
| Arsenal               | 1-3       | Patronato          | Auxiliar                                | 6 de agosto | 10:00   |
| Newell's Old Boys     | 1-2       | Platense           | Jorge Griffa                            | 6 de agosto | 10:00   |
| Independiente         | 1-1       | Racing Club        | Santo Domingo                           | 6 de agosto | 10:00   |
| Sarmiento (J)         | 2-2       | Rosario Central    | Ciudad Deportiva                        | 6 de agosto | 10:00   |
| Aldosivi              | 1-2       | Defensa y Justicia | Salvador Vuoso                          | 6 de agosto | 10:00   |
| Gimnasia (LP)         | 1-0       | Atlético Tucumán   | Estancia Chica                          | 6 de agosto | 10:00   |
| Vélez Sarsfield       | 0-2       | Colón              | Villa Olímpica                          | 6 de agosto | 10:00   |
| Godoy Cruz            | 0-1       | River Plate        | Coquimbito                              | 6 de agosto | 10:00   |
| Huracán               | 0-2       | Lanús              | La Quemita                              | 6 de agosto | 15:00   |
| Boca Juniors          | 0-1       | Argentinos Juniors | Centro de Entrenamiento de Boca Juniors | 6 de agosto | 15:00   |

| Fecha 6            | Fecha 6   | Fecha 6                 | Fecha 6                                       | Fecha 6      | Fecha 6 |
| Local              | Resultado | Visitante               | Estadio                                       | Fecha        | Hora    |
| ------------------ | --------- | ----------------------- | --------------------------------------------- | ------------ | ------- |
| Argentinos Juniors | 0-0       | Banfield                | CEFFA Argentinos Juniors                      | 13 de agosto | 10:00   |
| Colón              | 2-1       | Gimnasia y Esgrima (LP) | Predio Ciudad Fútbol                          | 13 de agosto | 10:00   |
| Defensa y Justicia | 3-0       | Sarmiento (J)           | La Capilla                                    | 13 de agosto | 10:00   |
| Estudiantes (LP)   | 2-1       | Boca Juniors            | Country Estudiantes de La Plata               | 13 de agosto | 10:00   |
| Huracán            | 0-1       | Unión                   | La Quemita                                    | 13 de agosto | 10:00   |
| Lanús              | 5-1       | Godoy Cruz              | Lorenzo D'Angelo                              | 13 de agosto | 10:00   |
| Patronato          | 3-1       | Central Córdoba (SdE)   | La Capillita                                  | 13 de agosto | 10:00   |
| Platense           | 1-0       | Arsenal                 | Club Atlético Platense Anexo A. Mariani Dolan | 13 de agosto | 10:00   |
| Rosario Central    | 3-1       | Independiente           | Estadio Arroyo Seco                           | 13 de agosto | 10:00   |
| Talleres (C)       | 1-0       | San Lorenzo             | Boutique de Barrio Jardín                     | 13 de agosto | 10:00   |
| River Plate        | 1-2       | Vélez Sarsfield         | River Camp                                    | 13 de agosto | 15:00   |
| Atlético Tucumán   | 3-2       | Aldosivi                | Monumental José Fierro                        | 14 de agosto | 18:30   |
| Racing Club        | 1-1       | Newell's Old Boys       | El Cilindro                                   | 16 de agosto | 15:00   |

| Fecha 7                 | Fecha 7   | Fecha 7            | Fecha 7                                 | Fecha 7      | Fecha 7 |
| Local                   | Resultado | Visitante          | Estadio                                 | Fecha        | Hora    |
| ----------------------- | --------- | ------------------ | --------------------------------------- | ------------ | ------- |
| Gimnasia y Esgrima (LP) | 3-1       | River Plate        | Del Bosque                              | 19 de agosto | 10:00   |
| Boca Juniors            | 4-0       | Patronato          | Centro de Entrenamiento de Boca Juniors | 19 de agosto | 14:10   |
| Aldosivi                | 1-2       | Colón              | Salvador Vuoso                          | 20 de agosto | 10:00   |
| Arsenal                 | 3-1       | Racing Club        | Auxiliar                                | 20 de agosto | 10:00   |
| Banfield                | 2-2       | Estudiantes        | Alfredo Palacios                        | 20 de agosto | 10:00   |
| Godoy Cruz              | 2-1       | Huracán            | Coquimbito                              | 20 de agosto | 10:00   |
| Independiente           | 1-1       | Defensa y Justicia | Santo Domingo                           | 20 de agosto | 10:00   |
| Newell's Old Boys       | 1-1       | Rosario Central    | Marcelo Bielsa                          | 20 de agosto | 10:00   |
| Sarmiento (J)           | 3-1       | Atlético Tucumán   | Ciudad Deportiva                        | 20 de agosto | 10:00   |
| Unión                   | 2-2       | Talleres (C)       | La Tatenguita                           | 20 de agosto | 10:00   |
| Vélez Sarsfield         | 1-0       | Lanús              | Villa Olímpica                          | 20 de agosto | 10:00   |
| San Lorenzo             | 1-3       | Argentinos Juniors | Nuevo Gasómetro                         | 20 de agosto | 14:10   |
| Central Córdoba (SdE)   | 3-0       | Platense           | Alfredo Terrera                         | 21 de agosto | 10:00   |

| Fecha 8            | Fecha 8   | Fecha 8                 | Fecha 8                                       | Fecha 8      | Fecha 8 |
| Local              | Resultado | Visitante               | Estadio                                       | Fecha        | Hora    |
| ------------------ | --------- | ----------------------- | --------------------------------------------- | ------------ | ------- |
| Estudiantes (LP)   | 2-2       | San Lorenzo             | Country Estudiantes de La Plata               | 23 de agosto | 10:00   |
| River Plate        | 3-0       | Aldosivi                | River Camp                                    | 23 de agosto | 14:10   |
| Atlético Tucumán   | 0-0       | Independiente           | Complejo J Salmoiraghi                        | 24 de agosto | 10:00   |
| Colón              | 1-0       | Sarmiento (J)           | Predio Ciudad Fútbol                          | 24 de agosto | 10:00   |
| Defensa y Justicia | 1-1       | Newell's Old Boys       | La Capilla                                    | 24 de agosto | 10:00   |
| Lanús              | 4-1       | Gimnasia y Esgrima (LP) | Lorenzo D'Angelo                              | 24 de agosto | 10:00   |
| Patronato          | 1-1       | Banfield                | La Capillita                                  | 24 de agosto | 10:00   |
| Platense           | 2-2       | Boca                    | Club Atlético Platense Anexo A. Mariani Dolan | 24 de agosto | 10:00   |
| Racing Club        | 3-0       | Central Córdoba (SdE)   | Tita Mattiussi Predio Racing Club             | 24 de agosto | 10:00   |
| Rosario Central    | 4-0       | Arsenal                 | Arroyo Seco                                   | 24 de agosto | 10:00   |
| Huracán            | 2-2       | Vélez Sarsfield         | La Quemita                                    | 25 de agosto | 10:00   |
| Argentinos Juniors | 0-1       | Talleres (C)            | CEFFA Argentinos Juniors                      | 26 de agosto | 10:00   |
| Godoy Cruz         | 3-0       | Unión                   | Coquimbito                                    | 26 de agosto | 10:00   |

| Fecha 9                 | Fecha 9   | Fecha 9            | Fecha 9                                 | Fecha 9         | Fecha 9 |
| Local                   | Resultado | Visitante          | Estadio                                 | Fecha           | Hora    |
| ----------------------- | --------- | ------------------ | --------------------------------------- | --------------- | ------- |
| Arsenal                 | 0-1       | Defensa y Justicia | Auxiliar                                | 27 de agosto    | 10:00   |
| Banfield                | 1-3       | Platense           | Alfredo Palacios                        | 27 de agosto    | 10:00   |
| Independiente           | 0-0       | Colón              | Santo Domingo                           | 27 de agosto    | 10:00   |
| Boca Juniors            | 4-0       | Racing Club        | Centro de Entrenamiento de Boca Juniors | 27 de agosto    | 14:00   |
| Aldosivi                | 0-2       | Lanús              | Salvador Vuoso                          | 27 de agosto    | 15:00   |
| Central Córdoba (SdE)   | 0-1       | Rosario Central    | Alfredo Terrera                         | 30 de agosto    | 10:00   |
| Gimnasia y Esgrima (LP) | 2-0       | Huracán            | Estancia Chica                          | 30 de agosto    | 10:00   |
| Newell's Old Boys       | 2-3       | Atlético Tucumán   | Jorge Griffa                            | 30 de agosto    | 10:00   |
| San Lorenzo             | 2-2       | Patronato          | Ciudad Deportiva                        | 30 de agosto    | 10:00   |
| Talleres (C)            | 1-2       | Estudiantes (LP)   | Predio Amadeo Nuccetelli                | 30 de agosto    | 10:00   |
| Unión                   | 1-2       | Argentinos Juniors | La Tatenguita                           | 30 de agosto    | 10:00   |
| Sarmiento (J)           | 3-1       | River Plate        | Eva Perón                               | 31 de agosto    | 10:00   |
| Vélez Sarsfield         | 3-0       | Godoy Cruz         | Villa Olímpica                          | 11 de noviembre | 14:00   |

| Fecha 10           | Fecha 10  | Fecha 10                | Fecha 10                          | Fecha 10        | Fecha 10 |
| Local              | Resultado | Visitante               | Estadio                           | Fecha           | Hora     |
| ------------------ | --------- | ----------------------- | --------------------------------- | --------------- | -------- |
| Estudiantes (LP)   | 2-0       | Argentinos Juniors      | Country Estudiantes de La Plata   | 3 de septiembre | 9:00     |
| Defensa y Justicia | 0-1       | Central Córdoba (SdE)   | La Capilla                        | 3 de septiembre | 10:00    |
| Huracán            | 2-1       | Aldosivi                | La Quemita                        | 3 de septiembre | 10:00    |
| Patronato          | 0-2       | Talleres (C)            | La Capillita                      | 3 de septiembre | 10:00    |
| Rosario Central    | 1-3       | Boca Juniors            | Arroyo Seco                       | 3 de septiembre | 10:00    |
| Vélez Sarsfield    | 2-2       | Unión                   | Villa Olímpica                    | 3 de septiembre | 10:00    |
| Colón              | 1-1       | Newell's Old Boys       | Predio Ciudad Fútbol              | 3 de septiembre | 11:00    |
| Lanús              | 2-0       | Sarmiento (J)           | Lorenzo D'Angelo                  | 3 de septiembre | 14:00    |
| Atlético Tucumán   | 0.1       | Arsenal                 | Complejo J Salmoiraghi            | 4 de septiembre | 10:00    |
| Godoy Cruz         | 3-0       | Gimnasia y Esgrima (LP) | Coquimbito                        | 5 de septiembre | 10:00    |
| Platense           | 1-1       | San Lorenzo             | Ciudad de Vicente López           | 5 de septiembre | 11:00    |
| River Plate        | 4-0       | Independiente           | River Camp                        | 6 de septiembre | 10:00    |
| Racing Club        | 1-2       | Banfield                | Tita Mattiussi Predio Racing Club | 6 de septiembre | 15:00    |

| Fecha 11                | Fecha 11  | Fecha 11           | Fecha 11                                | Fecha 11         | Fecha 11 |
| Local                   | Resultado | Visitante          | Estadio                                 | Fecha            | Hora     |
| ----------------------- | --------- | ------------------ | --------------------------------------- | ---------------- | -------- |
| Boca Juniors            | 3-2       | Defensa y Justicia | Centro de Entrenamiento de Boca Juniors | 9 de septiembre  | 14:10    |
| Argentinos Juniors      | 3-0       | Patronato          | CEFFA Argentinos Juniors                | 10 de septiembre | 10:00    |
| Central Córdoba (SdE)   | 1-1       | Atlético Tucumán   | Alfredo Terrera                         | 10 de septiembre | 10:00    |
| Gimnasia y Esgrima (LP) | 2-3       | Vélez Sarsfield    | Estancia Chica                          | 10 de septiembre | 10:00    |
| Newell's Old Boys       | 0-2       | River Plate        | Marcelo Bielsa                          | 10 de septiembre | 10:00    |
| Talleres (C)            | 0-0       | Platense           | Boutique de Barrio Jardín               | 10 de septiembre | 10:00    |
| Unión                   | 1-4       | Estudiantes (LP)   | 15 de abril                             | 10 de septiembre | 10:00    |
| San Lorenzo             | 0-0       | Racing Club        | Ciudad Deportiva                        | 10 de septiembre | 14:00    |
| Sarmiento (J)           | 2-1       | Huracán            | Eva Perón                               | 10 de septiembre | 15:00    |
| Aldosivi                | 1-2       | Godoy Cruz         | Salvador Vuoso                          | 13 de septiembre | 10:00    |
| Independiente           | 1-0       | Lanús              | Santo Domingo                           | 13 de septiembre | 10:00    |
| Arsenal                 | 0-0       | Colón              | Auxiliar                                | 14 de septiembre | 10:00    |
| Banfield                | 1-3       | Rosario Central    | Alfredo Palacios                        | 14 de septiembre | 10:00    |

| Fecha 12                | Fecha 12  | Fecha 12              | Fecha 12                                     | Fecha 12         | Fecha 12 |
| Local                   | Resultado | Visitante             | Estadio                                      | Fecha            | Hora     |
| ----------------------- | --------- | --------------------- | -------------------------------------------- | ---------------- | -------- |
| Platense                | 2-2       | Argentinos Juniors    | Club Atlético Platense Anexo A. Mariani Dola | 16 de septiembre | 10:00    |
| Huracán                 | 2-0       | Independiente         | La Quemita                                   | 17 de septiembre | 10:00    |
| Rosario Central         | 1-2       | San Lorenzo           | Arroyo Seco                                  | 17 de septiembre | 10:00    |
| Colón                   | 0-1       | Central Córdoba (SdE) | Predio Ciudad Fútbol                         | 17 de septiembre | 10:00    |
| Patronato               | 1-3       | Estudiantes (LP)      | La Capillita                                 | 17 de septiembre | 10:00    |
| Gimnasia y Esgrima (LP) | 0-0       | Unión                 | Estancia Chica                               | 17 de septiembre | 10:00    |
| Lanús                   | 0-2       | Newell's Old Boys     | Lorenzo D'Angelo                             | 17 de septiembre | 10:00    |
| Godoy Cruz              | 0-0       | Sarmiento (J)         | Coquimbito                                   | 17 de septiembre | 12:00    |
| River Plate             | 0-1       | Arsenal               | River Camp                                   | 17 de septiembre | 14;00    |
| Vélez Sarsfield         | 1-1       | Aldosivi              | Villa Olímpica                               | 17 de septiembre | 15:00    |
| Atlético Tucumán        | 1-1       | Boca Juniors          | Monumental José Fierro                       | 18 de septiembre | 9:00     |
| Defensa y Justicia      | 0-2       | Banfield              | La Capilla                                   | 20 de septiembre | 10:00    |
| Racing Club             | 2-0       | Talleres (C)          | Tita Mattiussi Predio Racing Club            | 20 de septiembre | 10:00    |

| Fecha 13              | Fecha 13  | Fecha 13                | Fecha 13                                | Fecha 13         | Fecha 13 |
| Local                 | Resultado | Visitante               | Estadio                                 | Fecha            | Hora     |
| --------------------- | --------- | ----------------------- | --------------------------------------- | ---------------- | -------- |
| Independiente         | 0-0       | Godoy Cruz              | Santo Domingo                           | 23 de septiembre | 10:00    |
| Arsenal               | 0-0       | Lanús                   | Auxiliar                                | 23 de septiembre | 14:00    |
| Aldosivi              | 3-0       | Gimnasia y Esgrima (LP) | Salvador Vuoso                          | 24 de septiembre | 10:00    |
| Banfield              | 1-0       | Atlético Tucumán        | Alfredo Palacios                        | 24 de septiembre | 10:00    |
| Central Córdoba (SdE) | 1-2       | River Plate             | Alfredo Terrera                         | 24 de septiembre | 10:00    |
| Estudiantes (LP)      | 1-1       | Platense                | Country Estudiantes de La Plata         | 24 de septiembre | 10:00    |
| Newell's Old Boys     | 2-0       | Huracán                 | Jorge Griffa                            | 24 de septiembre | 10:00    |
| San Lorenzo           | 0-2       | Defensa y Justicia      | Ciudad Deportiva                        | 24 de septiembre | 10:00    |
| Sarmiento (J)         | 0-4       | Vélez Sarsfield         | Ciudad Deportiva                        | 24 de septiembre | 10:00    |
| Talleres (C)          | 3-1       | Rosario Central         | Predio Amadeo Nuccetelli                | 24 de septiembre | 10:00    |
| Unión                 | 1-1       | Patronato               | La Tatenguita                           | 24 de septiembre | 10:00    |
| Boca Juniors          | 3-1       | Colón                   | Centro de Entrenamiento de Boca Juniors | 24 de septiembre | 14:00    |
| Argentinos Juniors    | 2-1       | Racing Club             | CEFFA Argentinos Juniors                | 27 de septiembre | 10:00    |

| Fecha 14                | Fecha 14  | Fecha 14              | Fecha 14                                     | Fecha 14         | Fecha 14 |
| Local                   | Resultado | Visitante             | Estadio                                      | Fecha            | Hora     |
| ----------------------- | --------- | --------------------- | -------------------------------------------- | ---------------- | -------- |
| Huracán                 | 1-0       | Arsenal               | La Quemita                                   | 30 de septiembre | 10:00    |
| Lanús                   | 4-0       | Central Córdoba (SdE) | Lorenzo D'Angelo                             | 30 de septiembre | 14:00    |
| Aldosivi                | 1-0       | Unión                 | Salvador Vuoso                               | 1 de octubre     | 10:00    |
| Atlético Tucumán        | 1-1       | San Lorenzo           | Complejo J Salmoiraghi                       | 1 de octubre     | 10:00    |
| Colón                   | 2-0       | Banfield              | Predio Ciudad Fútbol                         | 1 de octubre     | 10:00    |
| Defensa y Justicia      | 2-2       | Talleres (C)          | La Capilla                                   | 1 de octubre     | 10:00    |
| Gimnasia y Esgrima (LP) | 1-1       | Sarmiento (J)         | Estancia Chica                               | 1 de octubre     | 10:00    |
| Platense                | 4-0       | Patronato             | Club Atlético Platense Anexo A. Mariani Dola | 1 de octubre     | 10:00    |
| River Plate             | 0-3       | Boca Juniors          | River Camp                                   | 1 de octubre     | 10:00    |
| Rosario Central         | 0-2       | Argentinos Juniors    | Arroyo Seco                                  | 1 de octubre     | 10:00    |
| Godoy Cruz              | 1-1       | Newell's Old Boys     | La Bodega                                    | 1 de octubre     | 12:00    |
| Vélez Sarsfield         | 0-0       | Independiente         | Villa Olímpica                               | 1 de octubre     | 14:00    |
| Racing Club             | 0-2       | Estudiantes (LP)      | El Cilindro                                  | 3 de octubre     | 14:00    |

| Fecha 15              | Fecha 15  | Fecha 15                | Fecha 15                                | Fecha 15      | Fecha 15 |
| Local                 | Resultado | Visitante               | Estadio                                 | Fecha         | Hora     |
| --------------------- | --------- | ----------------------- | --------------------------------------- | ------------- | -------- |
| Banfield              | 2-0       | River Plate             | Alfredo Palacios                        | 7 de octubre  | 10:00    |
| Arsenal               | 2-0       | Godoy Cruz              | Auxiliar                                | 7 de octubre  | 10:00    |
| Sarmiento (J)         | 0-2       | Aldosivi                | Eva Perón                               | 7 de octubre  | 10:00    |
| Argentinos Juniors    | 0-0       | Defensa y Justicia      | CEFFA Argentinos Juniors                | 7 de octubre  | 14:00    |
| Unión                 | 1-4       | Platense                | La Tatenguita                           | 8 de octubre  | 10:00    |
| Estudiantes (LP)      | 1-1       | Rosario Central         | Country Estudiantes de La Plata         | 8 de octubre  | 10:00    |
| Talleres (C)          | 1-1       | Atlético Tucumán        | Boutique de Barrio Jardín               | 8 de octubre  | 10:00    |
| Boca Juniors          | 5-0       | Lanús                   | Centro de Entrenamiento de Boca Juniors | 8 de octubre  | 10:00    |
| Central Córdoba (SdE) | 2-1       | Huracán                 | Alfredo Terrera                         | 8 de octubre  | 10:00    |
| Newell's Old Boys     | 0-0       | Vélez Sarsfield         | Jorge Griffa                            | 8 de octubre  | 10:00    |
| Patronato             | 2-1       | Racing Club             | La Capillita                            | 9 de octubre  | 10:00    |
| Independiente         | 0-1       | Gimnasia y Esgrima (LP) | Santo Domingo                           | 10 de octubre | 10:00    |
| San Lorenzo           | 1-1       | Colón                   | Ciudad Deportiva                        | 11 de octubre | 9:00     |

| Fecha 16                | Fecha 16  | Fecha 16              | Fecha 16                          | Fecha 16      | Fecha 16 |
| Local                   | Resultado | Visitante             | Estadio                           | Fecha         | Hora     |
| ----------------------- | --------- | --------------------- | --------------------------------- | ------------- | -------- |
| Vélez Sarsfield         | 1-1       | Arsenal               | Villa Olímpica                    | 13 de octubre | 10:00    |
| Huracán                 | 1-2       | Boca Juniors          | La Quemita                        | 13 de octubre | 10:00    |
| Rosario Central         | 2-1       | Patronato             | Arroyo Seco                       | 13 de octubre | 10:00    |
| Defensa y Justicia      | 1-2       | Estudiantes (LP)      | La Capilla                        | 13 de octubre | 13:30    |
| Lanús                   | 0-0       | Banfield              | Lorenzo D'Angelo                  | 13 de octubre | 15:30    |
| Sarmiento (J)           | 2-2       | Unión                 | Eva Perón                         | 14 de octubre | 10:00    |
| Aldosivi                | 0-1       | Independiente         | Salvador Vuoso                    | 14 de octubre | 10:00    |
| Gimnasia y Esgrima (LP) | 1-1       | Newell's Old Boys     | Estancia Chica                    | 14 de octubre | 10:00    |
| Racing Club             | 1-3       | Platense              | Tita Mattiussi Predio Racing Club | 14 de octubre | 10:00    |
| Godoy Cruz              | 3-0       | Central Córdoba (SdE) | Coquimbito                        | 15 de octubre | 9:00     |
| River Plate             | 1-3       | San Lorenzo           | River Camp                        | 15 de octubre | 10:00    |
| Colón                   | 1-1       | Talleres (C)          | Predio Ciudad Fútbol              | 15 de octubre | 10:00    |
| Atlético Tucumán        | 0-0       | Argentinos Juniors    | Complejo J Salmoiraghi            | 17 de octubre | 9:00     |

| Fecha 17              | Fecha 17  | Fecha 17                | Fecha 17                                     | Fecha 17      | Fecha 17 |
| Local                 | Resultado | Visitante               | Estadio                                      | Fecha         | Hora     |
| --------------------- | --------- | ----------------------- | -------------------------------------------- | ------------- | -------- |
| Banfield              | 1-2       | Huracán                 | Alfredo Palacios                             | 18 de octubre | 10:00    |
| Independiente         | 2-1       | Sarmiento (J)           | Santo Domingo                                | 18 de octubre | 10:00    |
| Patronato             | 2-2       | Defensa y Justicia      | La Capillita                                 | 18 de octubre | 10:00    |
| Platense              | 0-3       | Rosario Central         | Club Atlético Platense Anexo A. Mariani Dola | 18 de octubre | 10:00    |
| Unión                 | 1-1       | Racing Club             | La Tatenguita                                | 18 de octubre | 10:00    |
| Newell's Old Boys     | 1-0       | Aldosivi                | Jorge Griffa                                 | 18 de octubre | 12:00    |
| San Lorenzo           | 0-0       | Lanús                   | Ciudad Deportiva                             | 18 de octubre | 14:00    |
| Central Córdoba (SdE) | 2-0       | Vélez Sarsfield         | Alfredo Terrera                              | 19 de octubre | 9:00     |
| Boca Juniors          | 6-0       | Godoy Cruz              | Centro de Entrenamiento de Boca Juniors      | 19 de octubre | 10:00    |
| Arsenal               | 1-2       | Gimnasia y Esgrima (LP) | Auxiliar                                     | 19 de octubre | 10:00    |
| Estudiantes (LP)      | 0-2       | Atlético Tucumán        | Country Estudiantes de La Plata              | 20 de octubre | 10:00    |
| Talleres (C)          | 1-0       | River Plate             | Predio Amadeo Nuccetelli                     | 20 de octubre | 10:00    |
| Argentinos Juniors    | 2-1       | Colón                   | CEFFA Argentinos Juniors                     | 21 de octubre | 10:00    |

| Fecha 18                | Fecha 18  | Fecha 18              | Fecha 18               | Fecha 18      | Fecha 18 |
| Local                   | Resultado | Visitante             | Estadio                | Fecha         | Hora     |
| ----------------------- | --------- | --------------------- | ---------------------- | ------------- | -------- |
| Huracán                 | 0-1       | San Lorenzo           | La Quemita             | 22 de octubre | 10:00    |
| Defensa y Justicia      | 1-0       | Platense              | La Capilla             | 22 de octubre | 10:00    |
| Independiente           | 2-0       | Unión                 | Santo Domingo          | 22 de octubre | 14:00    |
| Sarmiento (J)           | 1-2       | Newell's Old Boys     | Eva Perón              | 22 de octubre | 15:00    |
| Godoy Cruz              | 2-0       | Banfield              | Coquimbito             | 24 de octubre | 9:00     |
| Rosario Central         | 1-2       | Racing Club           | Arroyo Seco            | 24 de octubre | 10:00    |
| Atlético Tucumán        | 0-1       | Patronato             | Complejo J Salmoiraghi | 25 de octubre | 9:00     |
| Aldosivi                | 0-2       | Arsenal               | Salvador Vuoso         | 25 de octubre | 10:00    |
| Gimnasia y Esgrima (LP) | 1-1       | Central Córdoba (SdE) | Estancia Chica         | 25 de octubre | 10:00    |
| Vélez Sarsfield         | 1-2       | Boca Juniors          | Villa Olímpica         | 25 de octubre | 10:00    |
| Colón                   | 2-1       | Estudiantes (LP)      | Predio Ciudad Fútbol   | 25 de octubre | 10:00    |
| River Plate             | 0-3       | Argentinos Juniors    | River Camp             | 26 de octubre | 10:00    |
| Lanús                   | 1-0       | Talleres (C)          | Lorenzo D'Angelo       | 26 de octubre | 14:00    |

| Fecha 19              | Fecha 19  | Fecha 19                | Fecha 19                                     | Fecha 19       | Fecha 19 |
| Local                 | Resultado | Visitante               | Estadio                                      | Fecha          | Hora     |
| --------------------- | --------- | ----------------------- | -------------------------------------------- | -------------- | -------- |
| Racing Club           | 2-2       | Defensa y Justicia      | Tita Mattiussi Predio Racing Club            | 28 de octubre  | 10:00    |
| Boca Juniors          | 1-1       | Gimnasia y Esgrima (LP) | Centro de Entrenamiento de Boca Juniors      | 29 de octubre  | 10:00    |
| Platense              | 0-1       | Atlético Tucumán        | Club Atlético Platense Anexo A. Mariani Dola | 29 de octubre  | 10:00    |
| Patronato             | 0-1       | Colón                   | Presbítero Bartolomé Grella                  | 29 de octubre  | 10:00    |
| Arsenal               | 1-1       | Sarmiento (J)           | Auxiliar                                     | 29 de octubre  | 10:00    |
| Newell's Old Boys     | 1-0       | Independiente           | Jorge Griffa                                 | 29 de octubre  | 10:00    |
| Unión                 | 0-0       | Rosario Central         | 15 de Abril                                  | 29 de octubre  | 10:00    |
| Banfield              | 1-2       | Vélez Sarsfield         | Alfredo Palacios                             | 29 de octubre  | 14:00    |
| San Lorenzo           | 0-1       | Godoy Cruz              | Ciudad Deportiva                             | 31 de octubre  | 9:00     |
| Estudiantes (LP)      | 0-0       | River Plate             | Country Estudiantes de La Plata              | 31 de octubre  | 10:00    |
| Talleres (C)          | 0-0       | Huracán                 | Predio Amadeo Nuccetelli                     | 31 de octubre  | 10:00    |
| Central Córdoba (SdE) | 1-1       | Aldosivi                | Alfredo Terrera                              | 1 de noviembre | 9:00     |
| Argentinos Juniors    | 2-1       | Lanús                   | CEFFA Argentinos Juniors                     | 1 de noviembre | 10:00    |

| Fecha 20                | Fecha 20  | Fecha 20              | Fecha 20               | Fecha 20       | Fecha 20 |
| Local                   | Resultado | Visitante             | Estadio                | Fecha          | Hora     |
| ----------------------- | --------- | --------------------- | ---------------------- | -------------- | -------- |
| Aldosivi                | 1-1       | Boca Juniors          | Salvador Vuoso         | 4 de noviembre | 10:00    |
| Godoy Cruz              | 1-1       | Talleres (C)          | La Bodega              | 5 de noviembre | 9:00     |
| Atlético Tucumán        | 2-1       | Racing Club           | Complejo J Salmoiraghi | 5 de noviembre | 9:00     |
| Newell's Old Boys       | 1-2       | Unión                 | Jorge Griffa           | 5 de noviembre | 10:00    |
| Sarmiento (J)           | 1-0       | Central Córdoba (SdE) | Eva Perón              | 5 de noviembre | 10:00    |
| Gimnasia y Esgrima (LP) | 4-0       | Banfield              | Estancia Chica         | 5 de noviembre | 10:00    |
| Vélez Sarsfield         | 2-0       | San Lorenzo           | Villa Olímpica         | 5 de noviembre | 10:00    |
| Colón                   | 2-0       | Platense              | Predio Ciudad Fútbol   | 5 de noviembre | 10:00    |
| Defensa y Justicia      | 1-2       | Rosario Central       | La Capilla             | 5 de noviembre | 10:00    |
| River Plate             | 2-0       | Patronato             | River Camp             | 5 de noviembre | 14:00    |
| Lanús                   | 2-0       | Estudiantes (LP)      | Ciudad de Lanús        | 7 de noviembre | 9:30     |
| Independiente           | 1-1       | Arsenal               | Santo Domingo          | 8 de noviembre | 10:00    |
| Huracán                 | 1-0       | Argentinos Juniors    | La Quemita             | 9 de noviembre | 10:00    |

| Fecha 21              | Fecha 21  | Fecha 21                | Fecha 21                                     | Fecha 21        | Fecha 21    |
| Local                 | Resultado | Visitante               | Estadio                                      | Fecha           | Hora        |
| --------------------- | --------- | ----------------------- | -------------------------------------------- | --------------- | ----------- |
| Banfield              | 0-1       | Aldosivi                | Alfredo Palacios                             | 16 de noviembre | 17:00       |
| Unión                 | 1-1       | Defensa y Justicia      | La Tatenguita                                | 17 de noviembre | 9:00        |
| Racing Club           | 1-1       | Colón                   | Tita Mattiussi Predio Racing Club            | 17 de noviembre | 9:00        |
| Estudiantes (LP)      | 1-2       | Huracán                 | Country Estudiantes de La Plata              | 17 de noviembre | 9:00        |
| Arsenal               | 0-3       | Newell's Old Boys       | Auxiliar                                     | 17 de noviembre | 9:00        |
| San Lorenzo           | 4-1       | Gimnasia y Esgrima (LP) | Ciudad Deportiva                             | 18 de noviembre | 9:00        |
| Argentinos Juniors    | 1-1       | Godoy Cruz              | CEFFA Argentinos Juniors                     | 18 de noviembre | 9:00        |
| Boca Juniors          | 4-4       | Sarmiento (J)           | Centro de Entrenamiento de Boca Juniors      | 18 de noviembre | 9:00        |
| Patronato             | 5-2       | Lanús                   | Presbítero Bartolomé Grella                  | 19 de noviembre | 9:00        |
| Platense              | 5-2       | River Plate             | Club Atlético Platense Anexo A. Mariani Dola | 19 de noviembre | 9:00        |
| Central Córdoba (SdE) | 2-3       | Independiente           | Alfredo Terrera                              | 20 de noviembre | 9:00        |
| Rosario Central       | 4-1       | Atlético Tucumán        | Arroyo Seco                                  | 20 de noviembre | 9:00        |
| Talleres (C)          | -         | Vélez Sarsfield         | A Confirmar                                  | A Confirmar     | A Confirmar |

| Fecha 22                | Fecha 22  | Fecha 22              | Fecha 22               | Fecha 22        | Fecha 22 |
| Local                   | Resultado | Visitante             | Estadio                | Fecha           | Hora     |
| ----------------------- | --------- | --------------------- | ---------------------- | --------------- | -------- |
| Arsenal                 | 0-0       | Unión                 | Auxiliar               | 22 de noviembre | 9:00     |
| River Plate             | 1-2       | Racing Club           | River Camp             | 23 de noviembre | 9:00     |
| Huracán                 | 1-0       | Patronato             | La Quemita             | 23 de noviembre | 9:00     |
| Godoy Cruz              | 0-0       | Estudiantes (LP)      | La Bodega              | 23 de noviembre | 9:00     |
| Aldosivi                | 1-0       | San Lorenzo           | Salvador Vuoso         | 23 de noviembre | 9:00     |
| Gimnasia y Esgrima (LP) | 1-0       | Talleres (C)          | Estancia Chica         | 23 de noviembre | 9:00     |
| Lanús                   | 5-5       | Platense              | Lorenzo D'Angelo       | 23 de noviembre | 9:00     |
| Sarmiento (J)           | 3-1       | Banfield              | Ciudad Deportiva       | 23 de noviembre | 17:00    |
| Newell's Old Boys       | 1-1       | Central Córdoba (SdE) | Jorge Griffa           | 24 de noviembre | 9:00     |
| Independiente           | 0-0       | Boca Juniors          | Santo Domingo          | 24 de noviembre | 9:00     |
| Atlético Tucumán        | 4-1       | Defensa y Justicia    | Complejo J Salmoiraghi | 24 de noviembre | 9:00     |
| Colón                   | 1-1       | Rosario Central       | Predio Ciudad Fútbol   | 24 de noviembre | 9:00     |
| Vélez Sarsfield         | 1-1       | Argentinos Juniors    | Villa Olímpica         | 25 de noviembre | 9:00     |

| Fecha 23              | Fecha 23  | Fecha 23                | Fecha 23                                     | Fecha 23        | Fecha 23 |
| Local                 | Resultado | Visitante               | Estadio                                      | Fecha           | Hora     |
| --------------------- | --------- | ----------------------- | -------------------------------------------- | --------------- | -------- |
| Patronato             | 1-0       | Godoy Cruz              | La Capillita                                 | 27 de noviembre | 9:00     |
| Talleres (C)          | 1-1       | Aldosivi                | Boutique de Barrio Jardín                    | 27 de noviembre | 9:00     |
| San Lorenzo           | 3-1       | Sarmiento (J)           | Ciudad Deportiva                             | 27 de noviembre | 9:00     |
| Racing Club           | 1-1       | Lanús                   | Tita Mattiussi Predio Racing Club            | 27 de noviembre | 9:00     |
| Platense              | 1-0       | Huracán                 | Club Atlético Platense Anexo A. Mariani Dola | 27 de noviembre | 9:00     |
| Rosario Central       | 2-0       | River Plate             | Arroyo Seco                                  | 28 de noviembre | 9:00     |
| Estudiantes (LP)      | 2-3       | Vélez Sarsfield         | Country Estudiantes de La Plata              | 29 de noviembre | 9:00     |
| Unión                 | 0-0       | Atlético Tucumán        | Súper Manuel Corral                          | 29 de noviembre | 9:00     |
| Central Córdoba (SdE) | 1-2       | Arsenal                 | Alfredo Terrera                              | 29 de noviembre | 9:00     |
| Defensa y Justicia    | 0-2       | Colón                   | La Capilla                                   | 30 de noviembre | 9:00     |
| Boca Juniors          | 1-0       | Newell's Old Boys       | Centro de Entrenamiento de Boca Juniors      | 30 de noviembre | 9:00     |
| Argentinos Juniors    | 1-2       | Gimnasia y Esgrima (LP) | Diego Armando Maradona                       | 30 de noviembre | 9:00     |
| Banfield              | 1-1       | Independiente           | Alfredo Palacios                             | 1 de diciembre  | 9:00     |

| Fecha 24                | Fecha 24  | Fecha 24           | Fecha 24                   | Fecha 24       | Fecha 24 |
| Local                   | Resultado | Visitante          | Estadio                    | Fecha          | Hora     |
| ----------------------- | --------- | ------------------ | -------------------------- | -------------- | -------- |
| Sarmiento (J)           | 1-1       | Talleres (C)       | Eva Perón                  | 2 de diciembre | 9:00     |
| Huracán                 | 0-3       | Racing Club        | La Quemita                 | 2 de diciembre | 9:00     |
| Godoy Cruz              | 0-2       | Platense           | La Bodega                  | 3 de diciembre | 9:00     |
| Lanús                   | 2-3       | Rosario Central    | Lorenzo D'Angelo           | 3 de diciembre | 9:00     |
| Central Córdoba (SdE)   | 0-3       | Unión              | Alfredo Terrera            | 3 de diciembre | 9:00     |
| River Plate             | 2-1       | Defensa y Justicia | River Camp                 | 3 de diciembre | 9:00     |
| Colón                   | 1-0       | Atlético Tucumán   | Predio Ciudad Fútbol       | 3 de diciembre | 9:00     |
| Arsenal                 | 1-2       | Boca Juniors       | Gildo Francisco Ghersinich | 4 de diciembre | 9:00     |
| Aldosivi                | 2-2       | Argentinos Juniors | Salvador Vuoso             | 4 de diciembre | 9:00     |
| Gimnasia y Esgrima (LP) | 6-1       | Estudiantes (LP)   | Estancia Chica             | 5 de diciembre | 9:00     |
| Newell's Old Boys       | 2-0       | Banfield           | Jorge Griffa               | 6 de diciembre | 9:00     |
| Independiente           | 1-0       | San Lorenzo        | Santo Domingo              | 6 de diciembre | 9:00     |
| Vélez Sarsfield         | 1-0       | Patronato          | Villa Olímpica             | 6 de diciembre | 9:00     |

| Fecha 25           | Fecha 25  | Fecha 25                | Fecha 25                                     | Fecha 25        | Fecha 25 |
| Local              | Resultado | Visitante               | Estadio                                      | Fecha           | Hora     |
| ------------------ | --------- | ----------------------- | -------------------------------------------- | --------------- | -------- |
| Unión              | 0-1       | Colón                   | 15 de abril                                  | 9 de diciembre  | 9:00     |
| Banfield           | 1-1       | Arsenal                 | Alfredo Palacios                             | 9 de diciembre  | 9:00     |
| Defensa y Justicia | 2-0       | Lanús                   | La Capilla                                   | 9 de diciembre  | 9:00     |
| Platense           | 3-1       | Vélez Sarsfield         | Club Atlético Platense Anexo A. Mariani Dola | 9 de diciembre  | 9:00     |
| Estudiantes (LP)   | 0-0       | Aldosivi                | Country Estudiantes de La Plata              | 9 de diciembre  | 17:00    |
| Atlético Tucumán   | 1-1       | River Plate             | Monumental José Fierro                       | 10 de diciembre | 9:00     |
| San Lorenzo        | 2-1       | Newell's Old Boys       | Ciudad Deportiva                             | 10 de diciembre | 9:00     |
| Talleres (C)       | 3-3       | Independiente           | Boutique de Barrio Jardín                    | 10 de diciembre | 9:00     |
| Rosario Central    | 2-0       | Huracán                 | Gigante de Arroyito                          | 10 de diciembre | 17:00    |
| Racing Club        | 2-1       | Godoy Cruz              | Tita Mattiussi Predio Racing Club            | 11 de diciembre | 9:00     |
| Patronato          | 2-3       | Gimnasia y Esgrima (LP) | La Capillita                                 | 11 de diciembre | 9:00     |
| Argentinos Juniors | 1-2       | Sarmiento (J)           | CEFFA Argentinos Juniors                     | 11 de diciembre | 9:00     |
| Boca Juniors       | 7-0       | Central Córdoba (SdE)   | La Bombonera                                 | 11 de diciembre | 19:15    |

## Goleadores
| Jugador          | Goles | Equipo           |
| ---------------- | ----- | ---------------- |
| Franco Frías     | 16    | Rosario Central  |
| Aaron Spetale    | 12    | Estudiantes (LP) |
| Nadir Zeineddin  | 11    | Platense         |
| Mateo Pellegrino | 11    | Vélez Sarsfield  |